# Wrightia siamensis
Wrightia siamensis är en oleanderväxtart som beskrevs av D.J.Middleton. Wrightia siamensis ingår i släktet Wrightia och familjen oleanderväxter. Inga underarter finns listade i Catalogue of Life.